# Centre de recherche en technologies industrielles
Le Centre de Recherche en Technologies Industrielles (CRTI) est un établissement public à caractère scientifique et technologique dont le siège est situé à Chéraga, en Algérie. C'est un pôle de Recherche et développement (R&D) sous la tutelle du ministère de l'Enseignement supérieur et de la Recherche scientifique qui est chargé de transformer les travaux de recherche et les études produites par les chercheurs en produits industriels, ainsi d’agréer les produits et de leur conférer des normes industrielles mondiales,,.

## Historique
En 1985, les pouvoirs publics ont créé le Haut commissariat à la recherche (HCR), qui regroupait des centres de développement spécialisés en plusieurs disciplines, dont le Centre de développement en conversion d’énergie (CDCE). C’est sur proposition du Haut commissariat à la recherche (HCR) que fut créé en 1985 le laboratoire de soudage et de contrôle non destructif (LSCND), qui dépendait directement du Centre de développement en Conversion d’énergie (CDCE). Il constitue l’ébauche de l'actuel Centre de recherche en technologies industrielles (CRTI). Le 9 janvier 1988, fut créée l’unité de développement des techniques de soudage et de contrôle non destructif (UDTSCND) suite à l’élargissement des compétences du Haut commissariat à la recherche (HCR) et la création de nouveaux centres de développement spécialisés. L’unité était dépendante du Centre de développement des matériaux (CDM). Le Centre de recherche en technologies industrielles (CRTI) fut créé par le décret 92-280 du 06 juillet 1992, en remplaçant le Centre de recherche scientifique et technique en soudage et contrôle (CSC). La (CSC) Expertise est devenue une filiale du CRTI dont la forme juridique est une société par actions proposant aux clients des techniques avancées en contrôle non destructif (CND) avec l’assistance du personnel chercheurs du CRTI.

## Missions
Selon l'article 3 du décret exécutif N° 15-109 du 3 mai 2015 modifiant le décret exécutif N° 92-280 du 6 juillet 1992, les missions du CRTI sont définies comme ci-après :
- réaliser les projets de recherche nécessaires au développement des technologies industrielles, notamment les techniques d'assemblage, le contrôle non destructif et la corrosion;
- organiser, développer et promouvoir l'assurance qualité et le contrôle qualité des installations industrielles;
- développer et contribuer à la réalisation des recueils, normes et standards relatifs aux technologies d'assemblages, du contrôle non destructif des installations industrielles et de la corrosion des matériaux métalliques;
- perfectionner, vérifier et utiliser les équipements de soudage, de contrôle non destructif, d'analyse et de mesure;
- développer la recherche appliquée dans le domaine de la sidérurgie  et la métallurgie, telle que l'élaboration et la caractérisation  des aciers et alliages spéciaux;
- maîtriser et développer  la mécatronique et la maintenance appliquée aux installations industrielles ;
- développer des programmes de recherche dans l'élaboration, la caractérisation et l'étude du comportement des matériaux non métalliques tels que les composites, les céramiques, etc...;
- développer des programmes de recherche dans la technologie du traitement de surfaces des matériaux  et leurs applications.

Les secteurs clés visés par le centre sont : l’aéronautique, le spatial, l'énergie solaire, la surveillance des frontières, la sidérurgie, la métallurgie, la construction navale et ferroviaire, l’industrie automobile, la santé et l’agriculture,,,,.

## Direction
Le CTRI est dirigé par un directeur, administré par un conseil d’administration et doté d’un conseil scientifique.
Actuellement, le centre est dirigé par Dr. Riad Badji.